# Izbat Shufa

Regiunea în care se află Izbat Shufa

Izbat Shufa (Arabă:عزبة شوفة) este un oraș palestinian în Guvernoratul Tulkarm, localizat în partea de sud-est a acestei regiuni.